# Visions of Johanna
Pistes de Blonde on Blonde
Pledging My Time One of Us Must Know (Sooner or Later)
Visions of Johanna est une chanson de Bob Dylan parue en 1966 sur l'album Blonde on Blonde. Ses paroles énigmatiques, égrenant des images désarticulées, ont fait l'objet de nombreuses interprétations de la part des fans et des chercheurs. C'est l'une des treize chansons de Dylan à figurer dans la liste des 500 plus grandes chansons de tous les temps établie par le magazine Rolling Stone, et le poète lauréat Andrew Motion la considère comme la meilleure chanson jamais écrite.

## Enregistrement
D'après Clinton Heylin, Bob Dylan aurait écrit Visions of Johanna à l'automne 1965, alors qu'il réside à l'Hôtel Chelsea de New York avec sa femme enceinte Sara. Greil Marcus rapporte la rumeur de l'époque : « on disait qu'elle avait été écrite pendant la grande panne de courant du 9 novembre 1965 ».
La première tentative d'enregistrer Visions of Johanna a lieu dans les studios CBS de New York, le 30 novembre 1965. Dylan y est accompagné par les Hawks et présente la chanson sous le titre de travail Freeze Out. Elle fait l'objet de plusieurs prises, mais Dylan n'est jamais satisfait. Certaines de ces prises ont vu le jour sur des bootlegs, et l'une d'elles, qui se distingue par une rythmique quasiment martiale, est parue officiellement en 2005 sur la bande originale No Direction Home. Au fil des versions, la chanson est de plus en plus ralentie.
Dylan interprète pour la première fois en public Visions of Johanna le 4 décembre 1965 au Community Theatre de Berkeley. Joan Baez, qui assiste à ce concert, croit alors que les paroles lui sont adressées, mais Clinton Heylin estime que si Dylan a joué la chanson pour quelqu'un ce soir-là, c'est plutôt pour le poète beat Allen Ginsberg, qui exerce alors une grande influence sur l'écriture du chanteur.
Les séances new-yorkaises ne donnant rien, Dylan se laisse convaincre par son producteur Bob Johnston de poursuivre le travail à Nashville début 1966. Dès son premier jour sur place, le 14 février, il enregistre la version de Visions of Johanna longue de sept minutes trente qui figure sur l'album Blonde on Blonde. Des musiciens qui l'accompagnaient à New York, il ne reste plus que le guitariste des Hawks Robbie Robertson et l'organiste Al Kooper. Les autres instruments sont tenus par des musiciens de Nashville recrutés par Johnston : Joe South à la basse, Charlie McCoy et Wayne Moss à la guitare et Kenneth Buttrey (en) à la batterie.
Deux versions enregistrées durant la tournée donnée par Dylan au Royaume-Uni en 1966 ont été publiées officiellement : celle du 26 mai au Royal Albert Hall dans le coffret Biograph (1985) et celle du 17 mai au Free Trade Hall de Manchester sur The Bootleg Series Vol. 4: Bob Dylan Live 1966 (1998).

## Interprétations
Andy Gill estime que le caractère énigmatique des paroles de Visions of Johanna, « vacillant toujours au bord de la lucidité sans jamais se laisser déchiffrer clairement », contribue pour beaucoup à sa popularité parmi les fans les plus acharnés de Bob Dylan. D'après lui, la chanson est construite sur l'opposition entre deux femmes : Louise la sensuelle et Johanna, « spirituelle mais inaccessible ». Il s'agit pour Dylan d'exprimer sa quête sans fin d'un idéal impossible.
Rappelant que l'écriture de la chanson prend place à l'époque du mariage de Dylan avec Sara Lownds, Clinton Heylin remarque qu'il s'agit sans doute « d'une des chansons les plus étranges jamais écrites par un homme à qui l'on vient de passer la bague au doigt et qui profite d'une brève lune de miel en ville ». L'absence de Johanna dont se plaint le narrateur serait une allégorie de l'inspiration qui fuit le chanteur au moment d'entamer le travail sur son septième album studio. La grande force de la chanson selon Heylin, c'est « la façon dont Dylan parvient à écrire des sentiments aussi inarticulés de manière aussi précise et directe ».
Visions of Johanna est l'une des œuvres maîtresses de Dylan d'après Robert Shelton. Il considère son enchaînement de « visions non séquentielles » comme l'illustration d'une conscience fracturée, et envisage la chanson comme la description d'un idéal impossible à atteindre, sans lequel la vie n'aurait pourtant aucun sens. Il dresse un parallèle entre la chanson de Dylan et le poème de John Keats Ode on a Grecian Urn, qui aborde également cette thématique.

## Reprises
Visions of Johanna a été reprise par, entre autres :
- Marianne Faithfull sur l'album Rich Kid Blues (1984, enregistré en 1971) ;
- Jerry Garcia sur scène ; une version studio de 16 minutes figure sur le CD bonus du coffret All Good Things: Jerry Garcia Studio Sessions (2004) ;
- le Grateful Dead sur scène entre 1986 et 1995, par exemple sur l'album live Fallout from the Phil Zone (en) (1997) ;
- Robyn Hitchcock sur l'album Robyn Sings (2002), entièrement composé de reprises de Dylan ;
- Lee Ranaldo sur l'album-hommage Outlaw Blues, Volume Two: A Tribute to Bob Dylan (1993) ;
- Jan Erik Vold, Kåre Virud et Telemark Blueslag sur l'album Stein. Regn (1981), adaptée en norvégien.